# Фишер, Джейк
Джейкоб Фишер (англ. Jacob Fisher, 23 апреля 1993, Траверс-Сити, Мичиган) — профессиональный футболист, тэкл нападения. Известен по выступлениям за клуб «Цинциннати Бенгалс».

## Биография

### Любительская карьера
Джейк родился в городе Траверс-Сити в штате Мичиган. Там же он окончил старшую школу. Во время учёбы он играл в составе школьной команды на позициях тайт-энда и линейного защиты. На момент выпуска сайт Rivals.com, специализирующийся на оценке футболистов-школьников, поставил Фишера на пятое место среди всех игроков штата. В 2011 году он поступил в Орегонский университет.
На первом курсе, в 2011 году, Джейк принял участие в тринадцати играх «Орегон Дакс», являясь резервным правым гардом нападения. Во второй год обучения он стал основным игроком команды, выйдя в стартовом составе в одиннадцати играх из тринадцати. Фишер являлся одним из лидеров линии нападения, ставшей третьей в чемпионате NCAA по ярдам на выносе за игру (315,23). Он также занёс один тачдаун, подобрав фамбл на 50-ярдовой линии в игре с «Теннесси Тек Голден Иглз». Сезон для «Дакс» завершился победой в Фиеста Боуле над «Канзас Стейт Уайлдкэтс».
В сезоне 2013 года Фишер принял участие в двенадцати играх команды, проведя на поле наибольшее количество розыгрышей среди всех линейных нападения. В заключительный год обучения Джейк сыграл в тринадцати матчах на позиции левого тэкла, закрыв слабое место в линии нападения. Он вошёл в символическую сборную национального чемпионата по версии Ассоциации футбольных журналистов Америки и стал одним из шести полуфиналистов голосования, определявшего лауреата Приза Аутленда, вручаемого лучшему внутреннему линейному нападения. «Дакс» выиграли Роуз Боул 2015 года и впервые в своей истории вышли в финал плей-офф национального чемпионата, где проиграли «Огайо Стейт Бакайс».

### Профессиональная карьера
В 2015 году Фишер выставил свою кандидатуру на драфт НФЛ. Опыт игры тайт-эндом позволял ему достаточно легко передвигаться по полю. Отмечалось, что он хорошо держит блоки и может получать преимущество за счёт работы ног и правильного положения рук. Минусами называли недостаток физической силы при постановке блока для выносящего игрока и необходимость набрать вес для большей устойчивости. Отмечалось также, что Джейк нарушал правила чаще любого другого игрока своей позиции за 2014 и 2015 год.
Во втором раунде драфта Фишера выбрал клуб «Цинциннати Бенгалс». Он стал вторым тэклом, выбранным командой после взятого под общим 21 номером Седрика Огбуэхи. В дебютном сезоне Джейк играл мало, проиграв конкуренцию ветерану Эндрю Уитворту. Его задействовали в некоторых розыгрышах на позиции правого тэкла либо в качестве свинг-лайнмена. В матче второй игровой недели против «Сан-Диего Чарджерс» Фишер также сыграл в роли принимающего, набрав 31 ярд. В 2016 году он чаще всего играл в роли левого тэкла, в нескольких розыгрышах выйдя на позиции хавбека.
С началом сезона 2017 года Джейк перешёл на позицию правого тэкла, став одним из игроков основы. Девятого ноября клуб поместил его в список травмированных с диагнозом аритмия. 18 ноября Фишер перенёс операцию на сердце. В чемпионате 2018 года он принял участие в одиннадцати играх команды. В конце ноября «Бенгалс» поместили Джейка в список травмированных из-за повреждения спины. После окончания сезона завершился срок действия четырёхлетнего контракта новичка и он получил статус неограниченного свободного агента.
Весной 2019 года Фишер сбросил вес и решил вернуться на позицию тайт-энда, которую он занимал в школе. В марте он подписал однолетний контракт с «Баффало Биллс». Джейк принял участие в весеннем сборе с участием новичков команды и по его итогам был отчислен.